# Ciutadans Compromesos
Ciutadans Compromesos és una plataforma política parroquial, creada l'any 2011, per les eleccions comunals de la Massana, a Andorra. En les eleccions comunals del 13 de desembre de 2015, el grup Ciutadans Compromesos va obtenir el 77,8% dels sufragis, esdevenint el seu cap de llista i president de CC, David Baró Riba.

## Resultats electorals

### Consell General d'Andorra
Resultats electorals del partit per la circumscripció parroquial de la Massana.
Eleccions al Comú de la Massana
https://www.altaveu.com/actualitat/ciutadans-compromesos-arrasa-a-la-massana_1565_102.html
David Baró arrasa a la Massana
https://www.ara.ad/microsite/comunals_2015/ciutadans-compromesos-amplia-majoria-massana_1_3075277.html
Ciutadans Compromesos ha obtingut 77,5% dels vots, mentre que Demòcrates per Andorra s'ha quedat amb un 22,45% i només un conseller al comú
| Eleccions | Vots  | %     | Consellers generals | Posició | Candidat                                | Govern |
| 2019      | 1.136 | 56,13 | 2 / 2               | = 1r    | Carles Naudi d'Areny-Plandolit Balsells |        |
| 2023      | 1.015 | 47,72 | 2 / 2               | = 1r    | Carles Naudi d'Areny-Plandolit Balsells |        |

### Comú de la Massana
| Eleccions | Vots  | %      | Consellers comunals | Posició | Candidat             | Govern |
| 2011      | 779   | 48,30  | 9 / 12              | = 1r    | David Baró Riba      |        |
| 2015      | 1.330 | 77,55  | 11 / 12             | = 1r    | David Baró Riba      |        |
| 2019      | 912   | 100,00 | 12 / 12             | = 1r    | Olga Molné Soldevila |        |
| 2023      | 1.113 | 58,7   | 10 / 12             | = 1r    | Eva Sansa Jordan     |        |